# Il Giornale di Sardegna (1896-1900)
Il Giornale di Sardegna è stato un quotidiano pubblicato a Sassari dal 1896 al 1900, riprendendo il nome del quotidiano che era stato pubblicato a Cagliari dal 1795 al 1796.
Il 26 marzo 1896 compare a Sassari un nuovo quotidiano che affianca e si contrappone alla La Nuova Sardegna nata il 9 agosto 1891.
Diretto da Tommaso San Felice e con l’apporto del giornalista Giovanni De Francesco, il foglio pubblica contenuti vari: politica, resoconti parlamentari, cronache dell’isola e nazionali, e diverse rubriche.

## Orientamento politico
La posizione politica del giornale è complessa: conservatrice, antirepubblicana, antisocialista e filomonarchica. Il foglio approva la linea dura nella lotta per sconfiggere il banditismo. In relazione alla politica coloniale italiana in un primo tempo si schiera a favore, ma poi contro. 
Per un certo verso è presente nel dibattito sulla rinascita economica dell’isola. Alla fine la concorrenza vincente de La Nuova Sardegna ne determinerà la chiusura .